# ماهیچه‌پاروسانیان
ماهیچه‌پاروسانیان (نام علمی: Myodocopina) نام یک زیرراسته از راسته ماهیچه‌پاروسانان است.